# KV Racing Technology

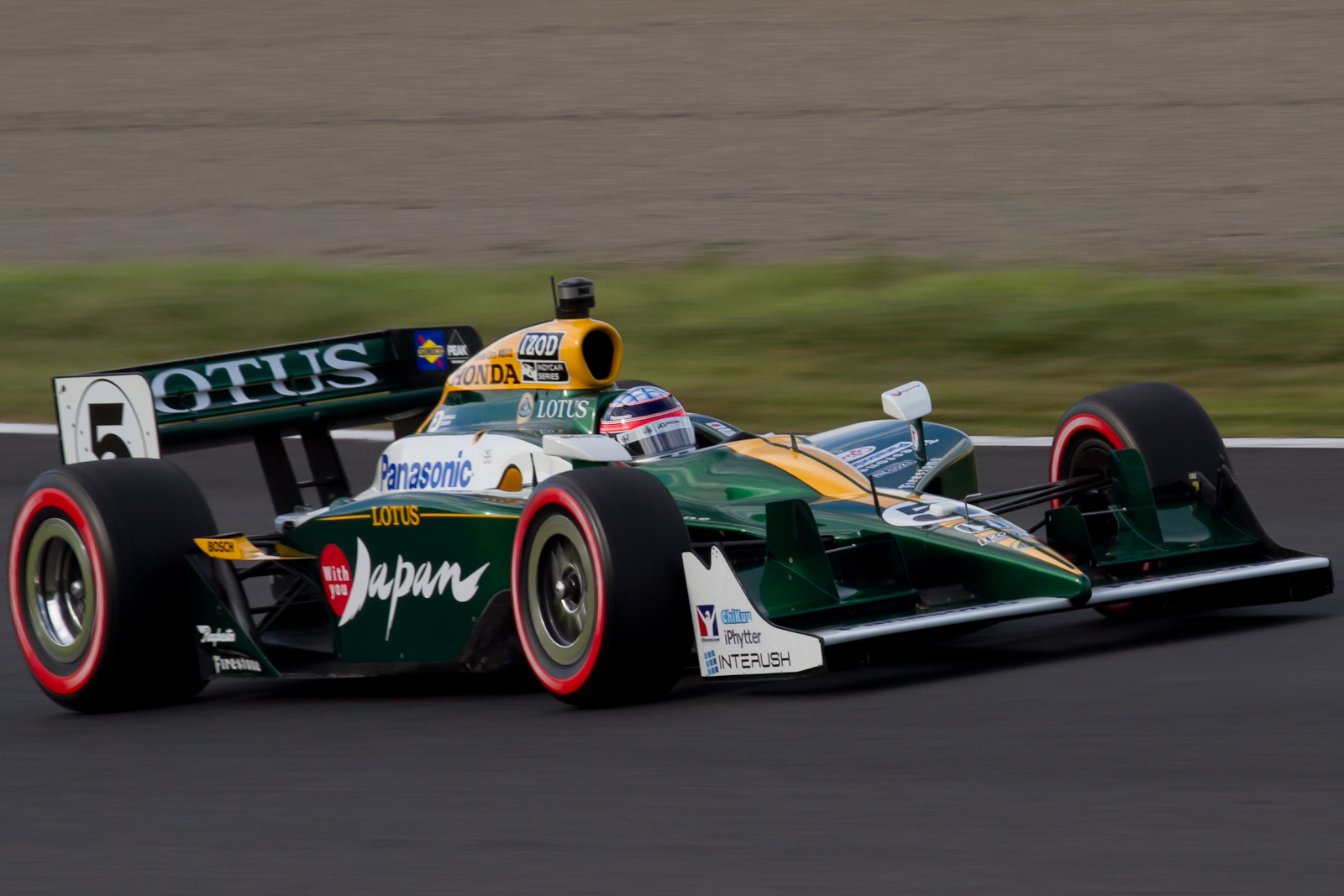
Takuma Satō in einem Auto von KV Racing Technology in Japan 2011

KV Racing Technology war ein Team der IndyCar Series.

## Geschichte
Gegründet wurde das Team 2003 als PK Racing von dem Geschäftsmann Kevin Kalkhoven und dem ehemaligen Formel-1-Manager Craig Pollock aus den Resten des aufgelösten PacWest Racing. Das Team trat in der Champ-Car-Serie an, dessen Gründungsvater und Inhaber Kalkhoven unter Anderen war. Für die Saison 2004 kamen der CART-Meister von 1996, Jimmy Vasser und der Geschäftsmann Dan Pettit als neue Partner hinzu, wogegen Pollock das Team verließ. Hierdurch hieß das Team nun PKV Racing. Der einzige Rennsieg in der Champ Car Geschichte des Teams blieb Cristiano da Matta in Portland 2005 vorbehalten.
Nach der Fusion der Champ Car mit den Indy Cars verließ Pettit das Team, wodurch der Name KV Racing Technology entstand. Oriol Servià folgt dem Team in die neue Serie, mit Will Power stieß ein weiterer ehemaliger Champ Car Fahrer zum Team. Für das Abschiedsrennen der Champ Cars in Long Beach fuhr auch Jimmy Vasser nochmal ein Rennen, welches Power gewinnen konnte. Am Ende der ersten Indy-Car-Saison des Teams war man das erfolgreichste der ehemaligen Champ-Car-Teams und Oriol Servià war der bestplatzierte Wechsler aus der Champ-Car-Serie.

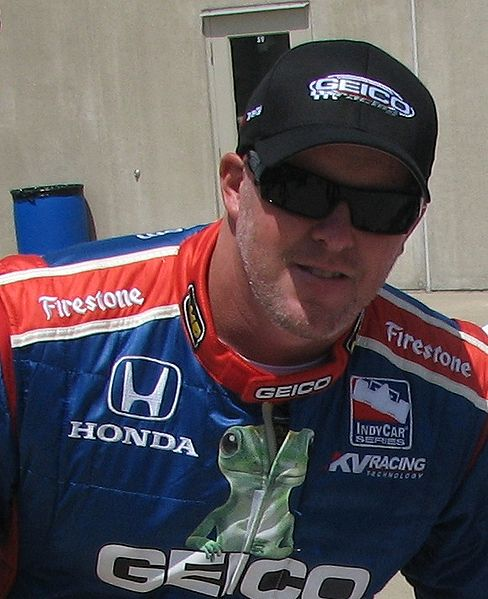
Paul Tracy fuhr 2009 und 2010 einige Rennen für das Team

In den folgenden Jahren 2009 und 2010 wechselte die Fahrerbesatzung. Mario Moraes war ein Alleinstreiter über den größten Teil der Saison 2009, ein dritter Platz in Chicagoland war sein bestes Ergebnis. Takuma Satō und E. J. Viso stießen für die Saison 2010 als zusätzliche Fahrer hinzu, wobei auch Satō einen Podestplatz erreichen konnte. In beiden Jahren war auch Paul Tracy für einzelne Rennen im Team aktiv.
Zur Saison 2011 schloss KV eine Partnerschaft mit Lotus, welche sich als Motorenlieferant ab der Saison 2012 vorbereiten wollten. Zunächst nur Sponsor im Jahr 2009 baute Lotus das Engagement 2010 zu einer technischen Partnerschaft aus. Satō und Viso blieben an Bord, während Tony Kanaan als prominenten Neuverpflichtung in einem dritten Auto antrat. Kanaan war es auch, der die Highlights in dieser Saison setzte, er konnte drei Podestplätze einfahren, die Gesamtwertung schloss er als Fünfter ab.

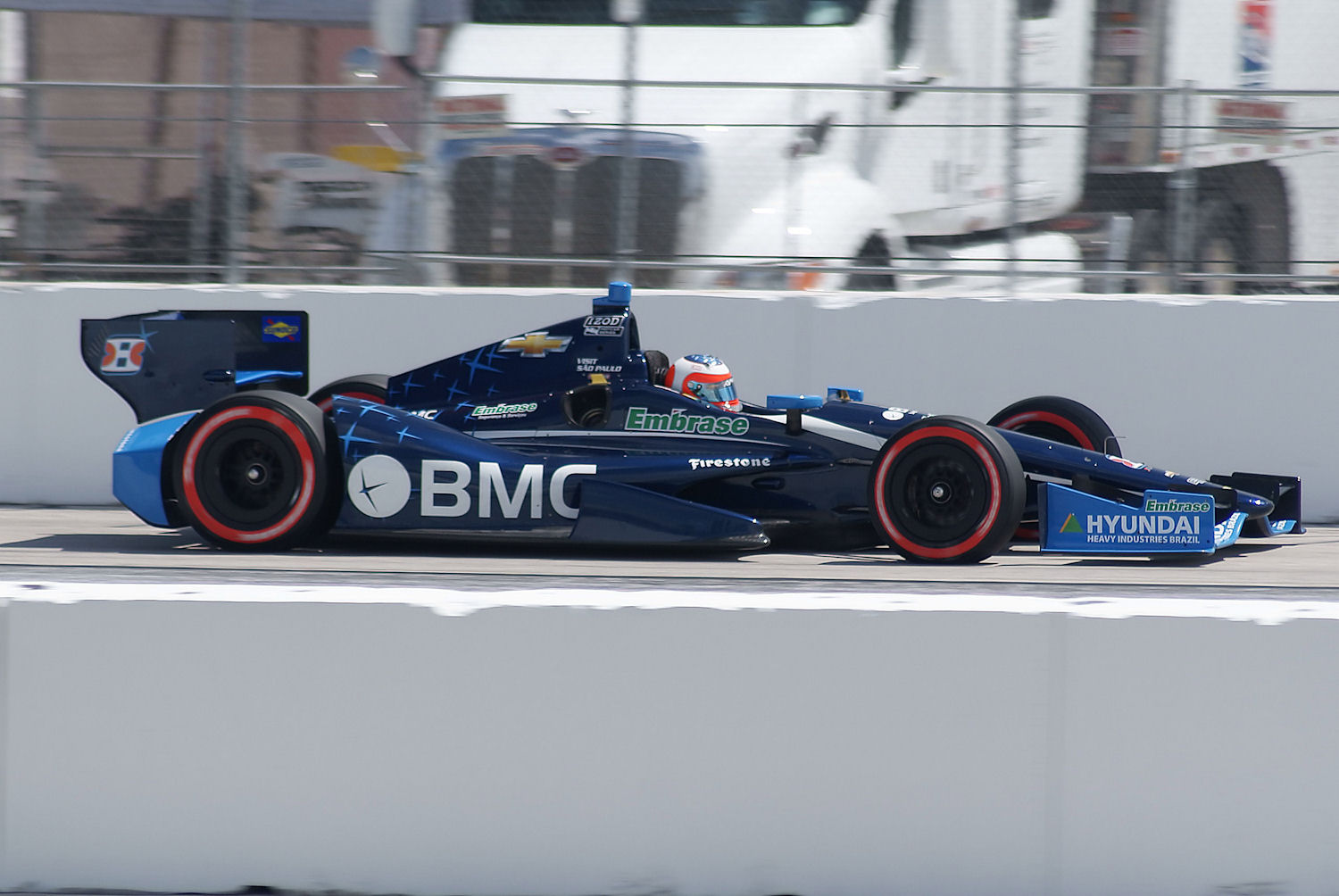
Barrichello trat in seiner einzigen IndyCar-Saison 2012 für KV Racing an

Mit der Einführung des neuen IndyCars und dem Einstieg weiterer Motorenhersteller ging es in die Saison 2012. KV wechselte hierbei zu Chevrolet als Motorenpartner, wodurch Takuma Satō das Team verlassen musste. Der Japaner ist in einer Partnerschaft mit Honda und sollte weiterhin für ein Honda-Team fahrern. KV gelang es jedoch einen anderen Ex-Formel 1 Fahrer zu verpflichten. Rubens Barrichello, ein sehr guter Freund von Kanaan, fuhr in dieser Saison für das Team. Neben den beiden Brasilianern blieb auch Viso an Bord. Doch es war erneut Kanaan, der als einziger Pilot des Teams Podestplätze einfahren konnte.

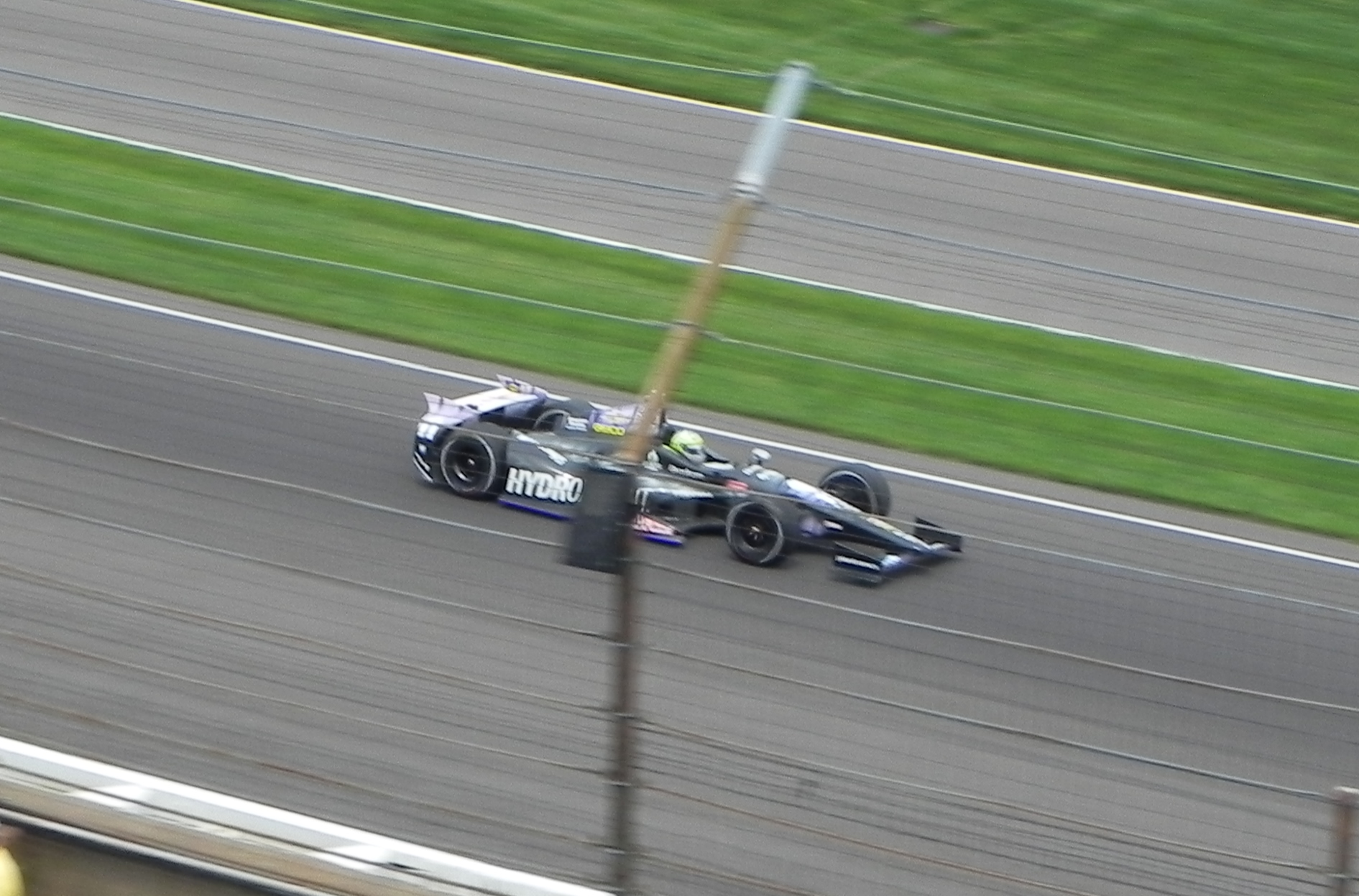
Tony Kanaan gewann 2013 das Indy 500

Zur Saison 2013 verließen Viso und Barrichello das Team. Viso wollte zunächst sein eigenes Team gründen, wechselte dann jedoch zu Andretti Autosport. Barrichello wechselte in die Stock Car Brasil. KV Racing Technology reduzierte sein Team auf zwei Fahrzeuge und verpflichtete die Simona de Silvestro, welche die letzten drei Jahre für HVM Racing gefahren war. Kanaan gewann das Indianapolis 500 2013, wodurch KV Racing Technology zum ersten Mal den Sieger dieses Rennens stellte. De Silvestro erzielte in Houston mit einem zweiten Platz ihre erste Podest-Platzierung.
Vor der Saison 2017 wurde das Team aufgelöst. Ein großer Teil der Ausrüstung des Teams wurde an Juncos Racing verkauft.

## Champ-Car-Fahrer
| Saison | Nr. | Fahrer               |
| ------ | --- | -------------------- |
| 2003   | 27  | Patrick Lemarié      |
| 2003   | 27  | Bryan Herta          |
| 2003   | 27  | Max Papis            |
| 2003   | 27  | Mika Salo            |
| 2004   | 12  | Jimmy Vasser         |
| 2004   | 21  | Roberto González jr. |
| 2005   | 12  | Jimmy Vasser         |
| 2005   | 21  | Cristiano da Matta   |
| 2005   | 52  | Jorge Goeters        |
| 2006   | 6   | Oriol Servià         |
| 2006   | 12  | Jimmy Vasser         |
| 2006   | 20  | Katherine Legge      |
| 2007   | 21  | Neel Jani            |
| 2007   | 22  | Tristan Gommendy     |
| 2007   | 22  | Mario Domínguez      |
| 2007   | 22  | Oriol Servià         |

## Indy-Car-Fahrer
| Saison | Nr. | Fahrer              | Kommentar                                              |
| ------ | --- | ------------------- | ------------------------------------------------------ |
| 2008   | 5   | Oriol Servià        |                                                        |
| 2008   | 8   | Will Power          |                                                        |
| 2008   | 12  | Jimmy Vasser        | nur in Long Beach                                      |
| 2009   | 5   | Mario Moraes        | alle Rennen außer Mid-Ohio                             |
| 2009   | 5   | Paul Tracy          | nur in Mid Ohio                                        |
| 2009   | 15  | Paul Tracy          | nur beim Indy 500, Watkins Glen, Toronto und Edmonton. |
| 2009   | 8   | Townsend Bell       | nur beim Indy 500                                      |
| 2010   | 5   | Takuma Satō         |                                                        |
| 2010   | 8   | E. J. Viso          |                                                        |
| 2010   | 15  | Paul Tracy          | nur beim Indy 500, in Toronto und Edmonton             |
| 2010   | 32  | Mario Moraes        |                                                        |
| 2011   | 5   | Takuma Satō         |                                                        |
| 2011   | 59  | E. J. Viso          |                                                        |
| 2011   | 82  | Tony Kanaan         |                                                        |
| 2012   | 5   | E. J. Viso          |                                                        |
| 2012   | 8   | Rubens Barrichello  |                                                        |
| 2012   | 11  | Tony Kanaan         |                                                        |
| 2013   | 11  | Tony Kanaan         |                                                        |
| 2013   | 78  | Simona de Silvestro |                                                        |

## Erfolge
- 2013: Indianapolis-500-Sieger mit Tony Kanaan